# Station Portbou
Station Portbou is een spoorwegstation in de Spaanse gemeente Portbou, in de regio Catalonië. Het is tevens het laatste Spaanse station tussen Barcelona en Perpignan.
Doordat Frankrijk en Spanje verschillende spoorwijdten hebben, moeten de meeste reizigers hier of in het station van Cerbère overstappen. Omdat de dienstregelingen aan beide kanten van de grens onvoldoende op elkaar afgestemd zijn, kan dit vertraging opleveren. Het station beschikt sinds 1969 over een omspoorinstallatie die de wielafstand van een trein met Talgo RD-technologie, van Iberisch breedspoor aan kan passen aan normaalspoor of omgekeerd. Dit neemt enkele minuten in beslag. Eén maal per dag kwam er, tot december 2010, een directe trein, de Catalan Talgo, van Cartagena via Barcelona naar Montpellier door dit station. Deze trein stopte op het station om passagiers in en uit te laten stappen. Naast deze dagtrein gebruiken ook de, uit Talgo-RD materieel bestaande, Trenhotels tussen Barcelona en Parijs, Zürich en Milaan de omspoorinstallatie. Op de overzichtsfoto is de omspoorder net boven de kerktoren aan de rechterkant van het emplacement te zien.

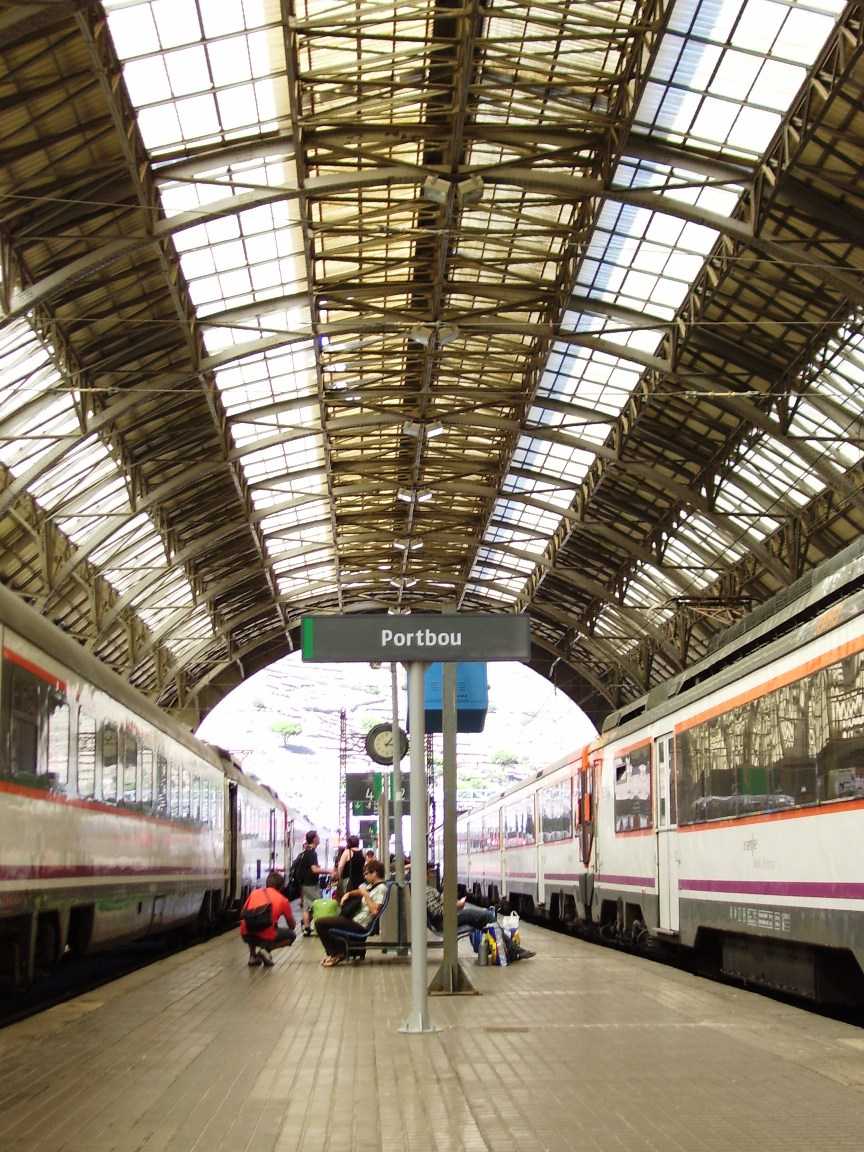
Spoor 3-4 in station Portbou

Eerder was deze grensovergang tussen Spanje en Frankrijk een knelpunt in het internationale goederenverkeer: goederen moesten eveneens aan een van beide kanten van de grens van trein wisselen. Met het openen in 2013 van de directe spoorverbinding Perpignan - Barcelona met continentale spoorwijdte voor goederen is hier een einde aan gekomen.
Reizigersvervoer op lange afstand rijdt sinds 2013 niet meer door Cerbère en Portbou, maar via de Perthustunnel nabij La Jonquera iets westelijker door de Pyreneeën. Een rechtstreekse hogesnelheidstreinverbinding rijdt sindsdien tussen Parijs en Barcelona. Daarvoor reed eerder een Franse TGV tot Station Figueres-Vilafant waar overgestapt kon worden op een directe trein naar Barcelona. Reizigers die voor deze verbinding kozen hoefden al niet meer over te stappen in Portbou of Cerbère.